# Leptotarsus (Tanypremna) carbonipes
Leptotarsus (Tanypremna) carbonipes is een tweevleugelige uit de familie langpootmuggen (Tipulidae). De soort komt voor in het Neotropisch gebied.